# Al Sears

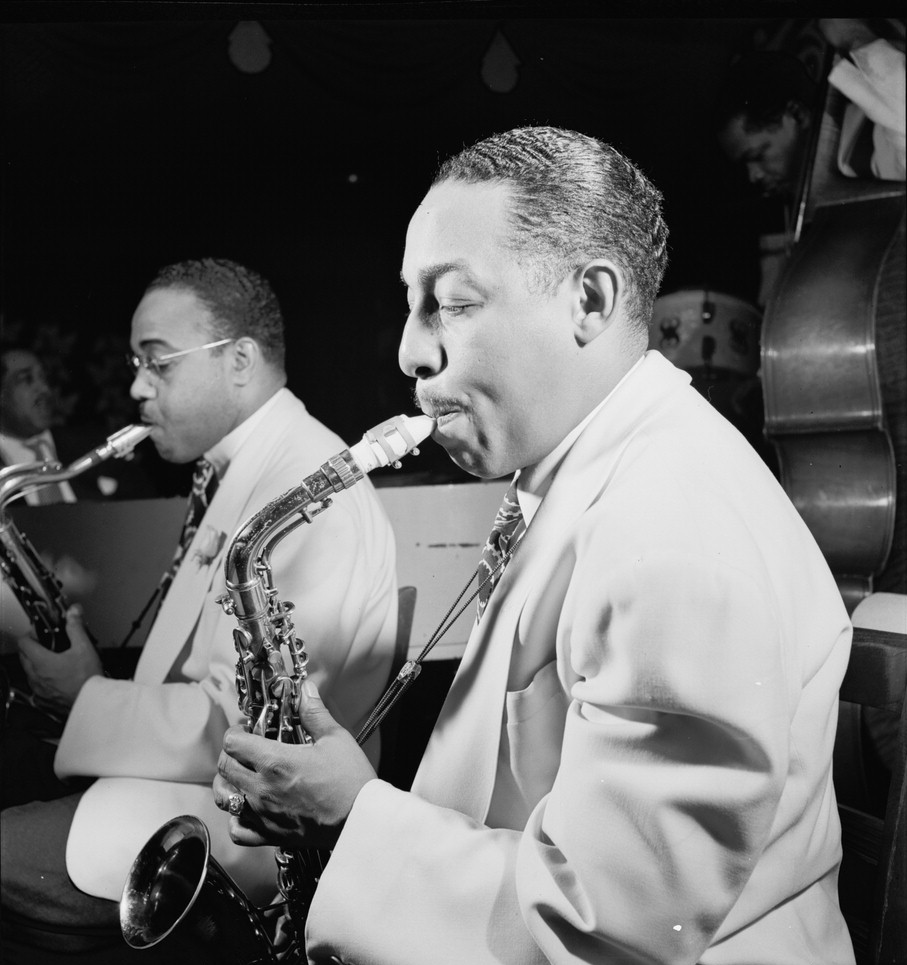
Al Sears mit Johnny Hodges (im Vordergrund) im New Yorker Jazzclub Aquarium, ca. November 1946.
Fotografie von William P. Gottlieb.

Albert Omega „Al“ Sears (* 21. Februar 1910 in Macomb, Illinois; † 23. März 1990 in New York City) war ein US-amerikanischer Bandleader und Tenorsaxophonist des Swingjazz und Rhythm and Blues.

## Biographie
Al Sears begann seine Profikarriere 1927, als er bei Pul Craig in Buffalo arbeitete. Anschließend zog er nach New York City; dort wurde er bekannt, als er 1928 Johnny Hodges in Chick Webbs Ensemble ersetzte. Danach war er mit der Show Keep Shufflin’ auf Tournee, spielte in der Territory Band von Zack Whyte, bei Elmer Snowden (1931/32) und begann zwischen 1933 und 1941 eigene Ensembles in Buffalo, Newport (Rhode Island) und Kentucky zu leiten, u. a. mit der Sängerin Helen Humes.
Anfang der 1940er Jahre arbeitete er in den Bands von Andy Kirk (1941/42) und hatte 1943 ein kurzlebiges Orchester, dem auch Lester Young angehörte. Danach spielte er 1943/44 bei Lionel Hampton, bevor er schließlich Mitglied im Duke Ellington Orchestra wurde, wo er 1944 Ben Webster ersetzte. Er zählte zu den bekannteren Solisten Ellingtons und blieb bis 1949 bei ihm, als Paul Gonsalves seinen Platz übernahm. Zu hören war er in „The Blues“ aus der Suite Black Brown and Beige (1944), in „Carnegie Blues“ und „It Don't Mean a Thing“ (1945), „Swamp Fire“, „Hiawatha“ (1946) und der „Liberian Suite“ (1947).
Danach spielte Sears 1951/52 bei Johnny Hodges („The Jeep is Jumpin’“) und nahm mit ihm den Erfolgstitel „Castle Rock“ auf. In den 1950er Jahren arbeitete er dann finanziell sehr erfolgreich als Studiomusiker (etwa bei Frankie Laines Jazz Spectacular 1956) und war an zahlreichen Rhythm-&-Blues-Alben beteiligt. 1960 nahm er für Swingville Records zwei Alben auf. 1961 war er Mitglied der Prestige Blues Swingers, zu denen auch Vic Dickenson, Pee Wee Russell und Buddy Tate gehörten (Jam Session in Swingville auf Prestige). 1961 begleitete er auch die Sängerin Aretha Franklin.

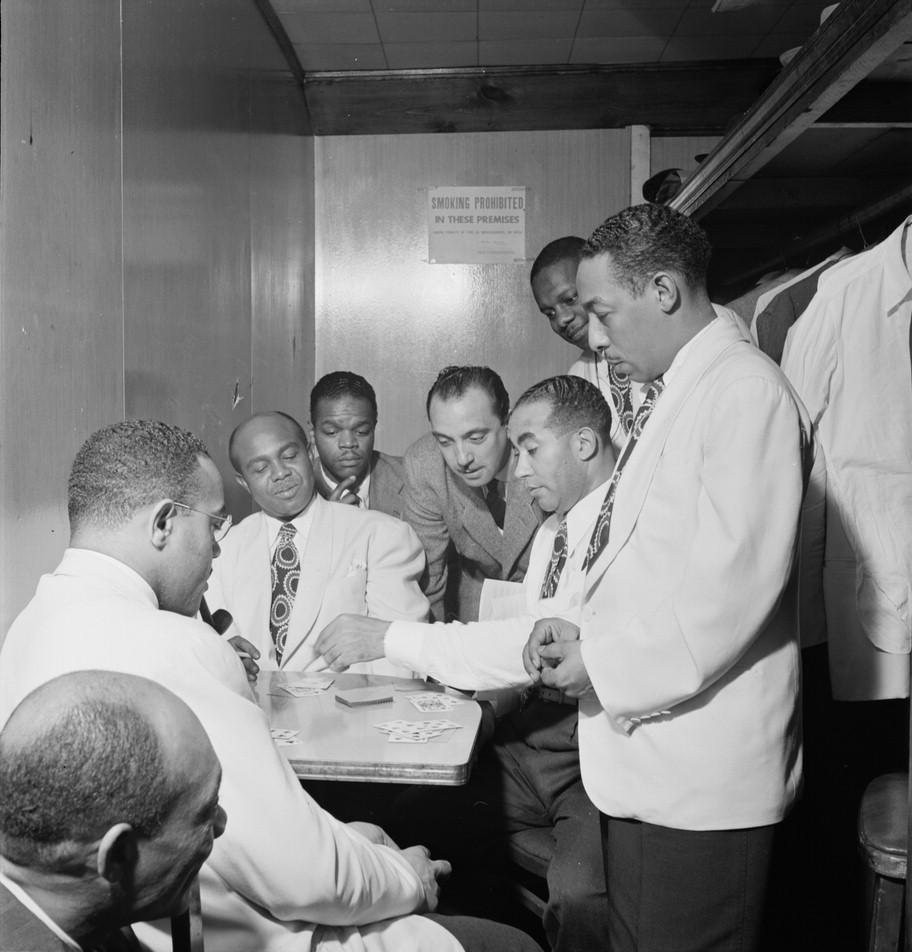
,Al Sears, Junior Raglin, Shelton Hemphill, Junior Raglin, Django Reinhardt, Lawrence Brown, Harry Carney, Johnny Hodges im New Yorker Jazzclub Aquarium, ca. November 1946. Foto: Gottlieb

## Diskographische Hinweise
- Swing's the Thing (Prestige/Swingsville, 1960) mit Don Abney, Wendell Marshall

## Lexikalischer Eintrag
- Richard Cook: Jazz Encyclopedia London, Penguin 2007
- John Jörgensen, Erik Wiedemann: Jazzlexikon. München, Mosaik, 1967

| Personendaten    | Personendaten                            |
| ---------------- | ---------------------------------------- |
| NAME             | Sears, Al                                |
| ALTERNATIVNAMEN  | Sears, Albert Omega (vollständiger Name) |
| KURZBESCHREIBUNG | US-amerikanischer Jazzmusiker            |
| GEBURTSDATUM     | 21. Februar 1910                         |
| GEBURTSORT       | Macomb (Illinois)                        |
| STERBEDATUM      | 23. März 1990                            |
| STERBEORT        | New York City                            |